# Longue Distance (album de Véronique Sanson)
Pour les articles homonymes, voir Longue Distance.
Albums de Véronique Sanson
Les Moments importants Olympia 2005
Longue Distance est le treizième album studio de la chanteuse Véronique Sanson, sorti en 2004.

## Autour de l'album
La chanson La douceur du danger est dédié au chanteur Renaud (la chanson évoque l'addiction à l'alcool, dont elle a souffert également et dont elle est sortie. On peut lire sur le livret : « Pour Renaud. (la cave se rebiffe !!) »),,.

## Classement et certification
L'album se classe 1er au top album en France et est certifié disque d'or pour plus de 100 000 exemplaires vendus.

## Titres
| No  | Titre                                              | Durée |
| --- | -------------------------------------------------- | ----- |
| 1.  | J'aime un homme                                    | 4:00  |
| 2.  | Annecy                                             | 5:14  |
| 3.  | L'Homme de farandole                               | 4:48  |
| 4.  | Code secret                                        | 4:18  |
| 5.  | Désir de désir                                     | 3:36  |
| 6.  | Juste un peu d'amour                               | 4:19  |
| 7.  | Vue sur la mer                                     | 4:12  |
| 8.  | Y'a quelque chose là-dessous                       | 3:29  |
| 9.  | Les Faux Magiciens                                 | 3:34  |
| 10. | La Douceur du danger                               | 2:44  |
| 11. | La vie se fuit de moi                              | 3:34  |
| 12. | Longue Distance                                    | 3:17  |
| 13. | De bric et de broc                                 | 1:43  |
| 14. | 5ème étage                                         | 3:48  |
| 15. | Triel-sur-Seine, très tôt, le matin (instrumental) | 1:45  |

## Singles
- J'aime un homme - (single promo) 2004
- L'Homme de farandole - (single promo) 2004
- La Douceur du danger - (single promo) 2004